# Ширшов, Александр Сергеевич
Александр Сергеевич Ширшов (род. 25 августа 1972, Москва) — советский и российский фехтовальщик на саблях, заслуженный мастер спорта СССР (1992).

## Биография
Тренировался под руководством С. Бунаева и Х. Исмаилова.
Выступал за ЦСКА (Москва). В сборную СССР (затем — России) вошёл в 1991 году. Чемпион Олимпийских игр 1992 в командном первенстве по фехтованию на саблях (выступал за Объединённую команду). Чемпион мира 1994 в командных соревнованиях, серебряный призёр ЧМ-1991 и 1995 в командном первенстве. Чемпион Европы 2000 года в командных соревнованиях. Чемпион России 1994 и 1995 в личном первенстве.